# Phylloscopus laetus
A Phylloscopus laetus a madarak (Aves) osztályának verébalakúak (Passeriformes) rendjébe, ezen belül a füzikefélék (Phylloscopidae) családjába tartozó faj.

## Rendszerezése
A fajt Richard Bowdler Sharpe angol ornitológus írta le 1902-ben, a Cryptolopha nembe Cryptolopha laeta néven.  Egyes szervezetek a Pindalus nembe sorolják Pindalus laetus néven.

### Alfajai
- Phylloscopus laetus laetus (Sharpe, 1902) – északkelet- és kelet-Kongói Demokratikus Köztársaság, délnyugat-Uganda, nyugat-Ruanda, nyugat-Burundi;
- Phylloscopus laetus schoutedeni (Prigogine, 1955) – kelet-Kongói Demokratikus Köztársaság (Kabobo-hegy).

## Előfordulása
Burundi, a Kongói Demokratikus Köztársaság, Ruanda és Uganda területén honos. Természetes élőhelyei a szubtrópusi és trópusi hegyi esőerdők.

## Megjelenése
Testhossza 10–11 centiméter, testtömege 8–11 gramm.

## Életmódja
Rovarokkal és pókokkal táplálkozik.

## Szaporodása
Fészekalja 2-3 tojásból áll. A fiókákat a szülők közösen etetik.

## Természetvédelmi helyzete
Az elterjedési területe nagy, egyedszáma pedig stabil. A Természetvédelmi Világszövetség Vörös listáján nem veszélyeztetett fajként szerepel.

## További információ
- Képek az interneten a fajról
- Xeno-canto.org - a faj hangja és elterjedési területe